# فرمان نانت

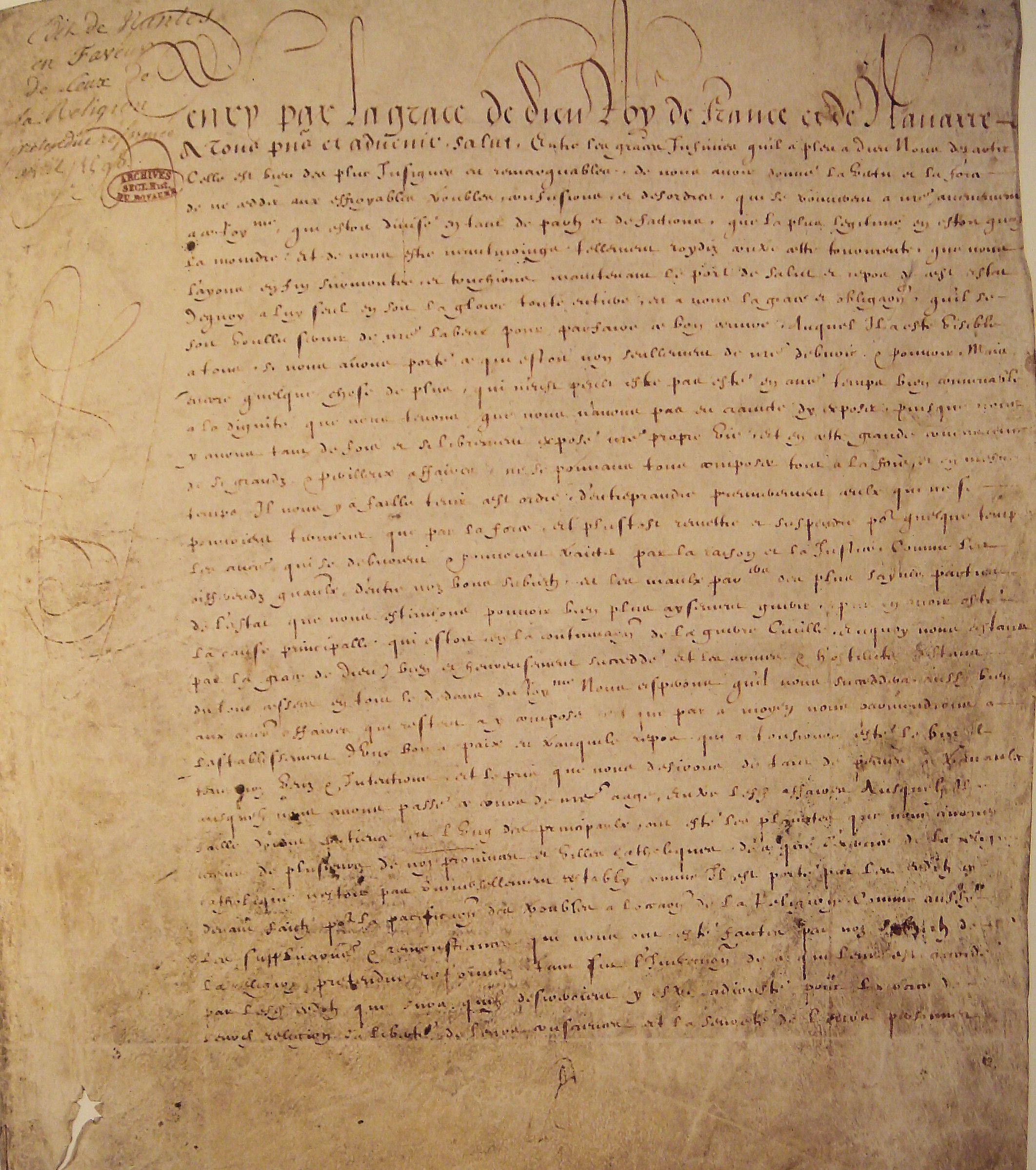
فرمان نانت

فرمان نانت (انگلیسی: Edict of Nantes) یک قانون به امضا رسیده توسط هانری چهارم پادشاه فرانسه در سال ۱۵۹۸ میلادی است که براساس آن پروتستان ها که به نام اوگنو شناخته میشدند همانند کاتولیک‌ها از حقوق اساسی برخوردار باشند.
این فرمان که برای اولین راه را برای سکولاریسم و آزادی اندیشه باز کرد پایان دهنده جنگ‌های مذهبی فرانسه بود.
در سال ۱۶۸۵ لوئی چهاردهم این فرمان را لغو کرده که باعث شروع آزار و اذیت پروتستان‌ها و مهاجرت بسیاری از آنها به کشورهای دیگر همچون بریتانیا، پروس و هلند شد.